# Suessiões

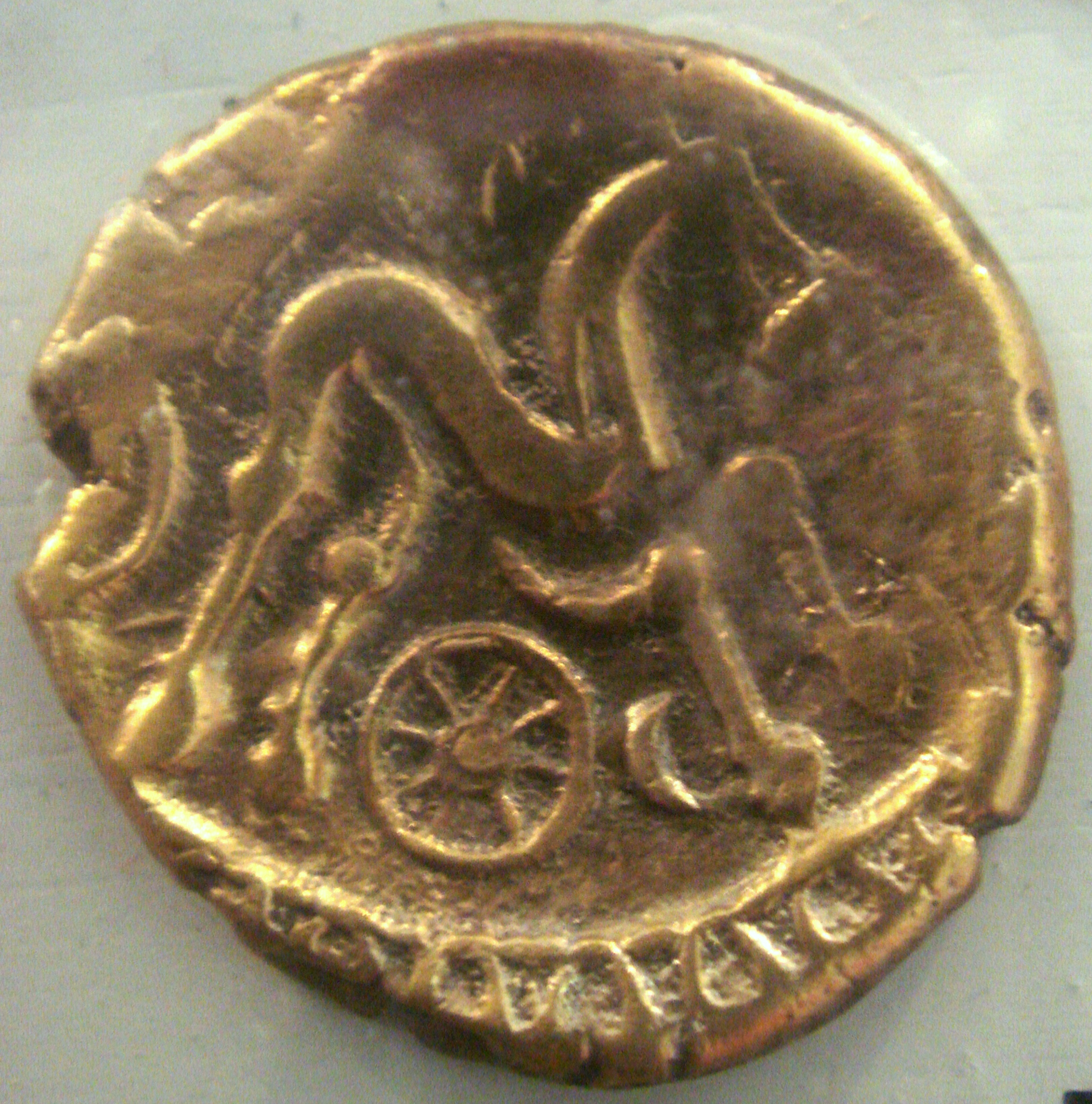
Moeda dos Suessiões

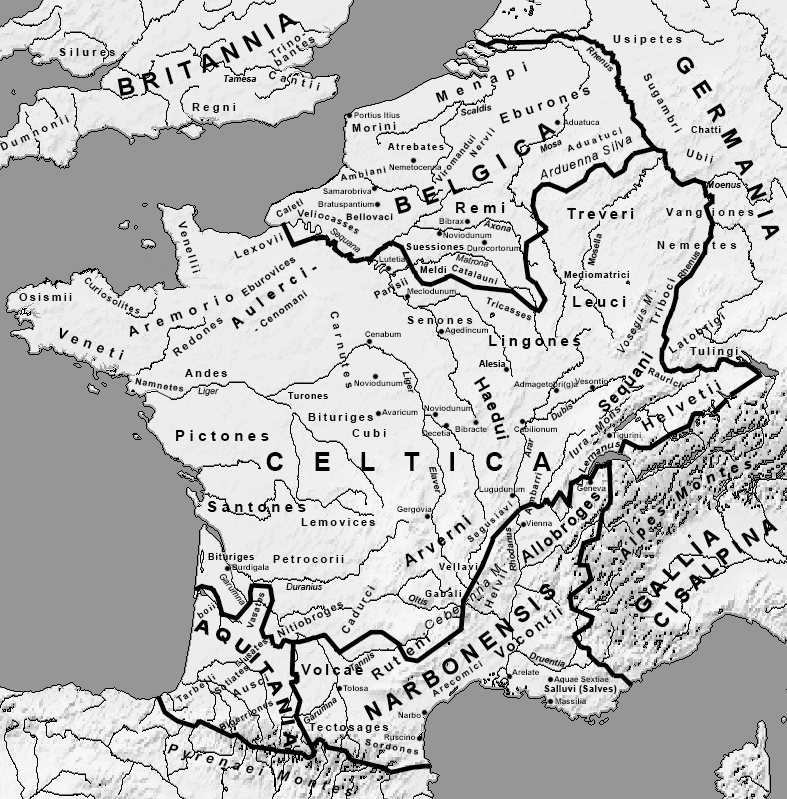
Um mapa da Gália do, mostrando a localização relativa das tribos celtas

Suessiões (em latim: Suessiones) foram uma tribo que se localizavam na antiga província romana da Gália Belga, durante o século I a.C., e habitavam uma área entre os rios Oise e Marne, aproximadamente nas cercanias da atual cidade de Soissons. Eles foram conquistados por Júlio César em 57 a.C. Eles foram conhecidos pelos romanos como suêuconos (em latim: Suaeuconi).
César reconta em seu "De Bello Gallico" que em 57 a.C. os Suessiões eram governados por Galba e que eles se lembravam do tempo de seu rei Divicíaco, quando este exercia a soberania sobre todo os povos celtas, da atual região da Bélgica, e em algumas partes da Grã-Bretanha
Moedas cunhadas pelos Gauleses Belgas aparecem pela primeira vez na Grã-Bretanha em meados do século II a.C., categorizadas atualmente como tipo "Gallo-Belga A". Moedas associadas com o Rei Divicíaco dos Suessiões, que aparece perto ou entre 90 e 60 a.C., foram chamadas como tipo "Gallo-Belga C". Os achados dessas moedas se estendem desde Sussex até o The Wash, com uma concentração maior nas proximidades de Kent. Um outro tipo de moeda, "Gallo-Belga F" (c. 60−50 a.C.), foi encontrado nas proximidades de Paris, em todo o território dos Suessiões e ao sul, nas áreas costeiras da Grã-Bretanha. Esses achados arqueológicos levam os estudiosos à sugerir que os Suessiões mantinham um significativo comércio e migração para a Grã-Bretanha, durante os século II e I a.C. antes da invasão romana .
César descreve os povos belgas indo para a Grã-Bretanha atrás de saques: "O interior da Grã-Bretanha é habitada por tribos que declararam em sua própria tradição como indígenas da ilha, a parte marítima seriam por tribos que migraram em um momento anterior da Bélgica para buscar espólio pela invasão".
A cidade mencionada por César como sua capital, Novioduno, é a atual cidade de Soissons. A cidade de Soissons se manteve como capital regional da província contemporânea de Aisne, norte da região de Champanhe. Foi a capital Merovíngia do Reino de Soissons entre 511-613 d.C. Soissons foi o local de nascimento do Príncipe Franco Carlos Magno, no ano de 747, filho do Rei Pepino, o Breve e Berta de Laon.[carece de fontes?]